# Gotthold Eisenstein
Ferdinand Gotthold Max Eisenstein, född 16 april 1823, död 11 oktober 1852, var en tysk matematiker vars specialitet var talteori och matematisk analys.

## Tidigt liv
Eisenstein påvisade tidigt talang i matematik och musik. När han var 14 år gammal påbörjade han studier vid Friedrich Wilhelm-gymnasiet, och strax därpå Friedrich Werder-gymnasiet i Berlin. Vid 15 års ålder hade han lärt sig all matematik som lärdes ut vid skolan och började studera differentialkalkyl från Eulers och Lagranges verk.
17 år gammal började Eisenstein gå på föreläsningar givna av Dirichlet och andra vid Berlins universitet. 1842 reste Eisenstein till England med sin mor, och 1843 träffade han Hamilton i Dublin. Hamilton gav Eisenstein en kopia av sin bok om Abels bevis för omöjligheten i att lösa femtegradspolynom, en bok som stimulerade Eisenstein i hans intresse för matematiken.

## Matematisk gärning
1843 återvände Eisenstein till Tyskland, då han tog sina examensprov och formellt påbörjade studier vid Berlins universitet. I januari 1844 presenterade han sina första resultat om kubiska former för den preussiska vetenskapsakademin. Samma år mötte han för första gången Alexander von Humboldt, som blev Eisensteins beskyddare; han ordnade bidrag från kungen, den preussiska staten och preussiska vetenskapsakademin för att kompensera för Eisensteins extrema fattigdom. Totalt under 1844 publicerade Eisenstein 23 uppsatser, däribland två bevis för kvadratiska reciprocitetssatsen samt motsvarande satser för kubisk reciprocitet och kvartisk reciprocitet.
1844 besökte Eisenstein Gauss i Göttingen. Kummer såg till att Eisenstein fick en hedersdoktorstitel vid Breslaus universitet. 1847 börjarde Eisenstein undervisa vid Berlins universitet, där bland annat Bernhard Riemann närvarade vid hans föreläsningar om elliptiska funktioner.
Gauss påstås ha sagt "Det har funnits endast tre epokgörande matematiker: Arkimedes, Newton och Eisenstein". Att Gauss nämner Eisenstein kan verka konstigt, men Eisenstein bevisade många satser som Gauss inte kunde, exempelvis satsen om bikvadratisk reciprocitet.

## Fängelse och död
1848 fängslades Eisenstein under en dag av den preussiska armén för revolutionära aktiviteter. Eisensteins bräckliga hälsa tog skada av den hårda behandlingen och hans bidrag från staten drogs in, under starka protester från Humboldt. Eisenstein fortsatte dock att publicera uppsatser om primtal om reciprocitet. 1851 valdes han in i Göttingens akademi, efter uppmaningar av Gauss.
Eisenstein dog 1852, 29 år gammal, av tuberkulos. Humboldt, 83 år gammal, hade då precis mottagit bidrag för att skicka Eisenstein till semester i Sicilien.